# Western Shugden Society
La Western Shugden Society (ou WSS) était un groupe de campagne occidental fondé en avril 2008 qui prônait le culte de Dorje Shugden et qui s'est dissous après qu'une enquête de Reuters en 2015 a déterminé que la secte religieuse avait le soutien du Parti communiste chinois et était devenue un instrument de la campagne de Pékin visant à saper le soutien au dalaï-lama.

## Objectifs
Selon leur site Internet, les objectifs du WSS sont
- Libérer de leur souffrance les pratiquants du culte de la divinité Dorje Shugden ;
- Rétablir la paix et l'harmonie entre les pratiquants de Shugden et les non-Shugden ;
- Rétablir les activités spirituelles communes des pratiquants du Shugden et des non-Shugden dans les monastères tibétains ;
- Libérer le bouddhisme de la pollution par la politique.

## Opinions académiques
Robert Barnett de l'Université de Columbia critique le WSS :

« I also made it clear that the Western Shugden group's allegations are problematic: they are akin to attacking the Pope because some lay Catholics somewhere abuse non-believers or heretics. The Western Shugden Group is severely lacking in credibility, since its form of spirit-worship is heterodox, provocative and highly sectarian in Buddhist terms and so more than likely to be banned from mainstream monasteries – while its claimed concerns about cases of discrimination in India should be addressed by working within the Tibetan community instead of opportunistically attacking the Dalai Lama in order to provoke misinformed publicity for their sect. »

## Dissolution
Une enquête de Reuters en 2015 a déterminé « que la secte religieuse derrière les manifestations a le soutien du Parti communiste » et que « le groupe est devenu un instrument de la longue campagne de Pékin pour saper le soutien au dalaï-lama ». Après que l'enquête de Reuters a révélé que la Chine la soutenait, la communauté internationale Shugden a interrompu ses opérations et s'est dissoute.